# Phillip Glasser

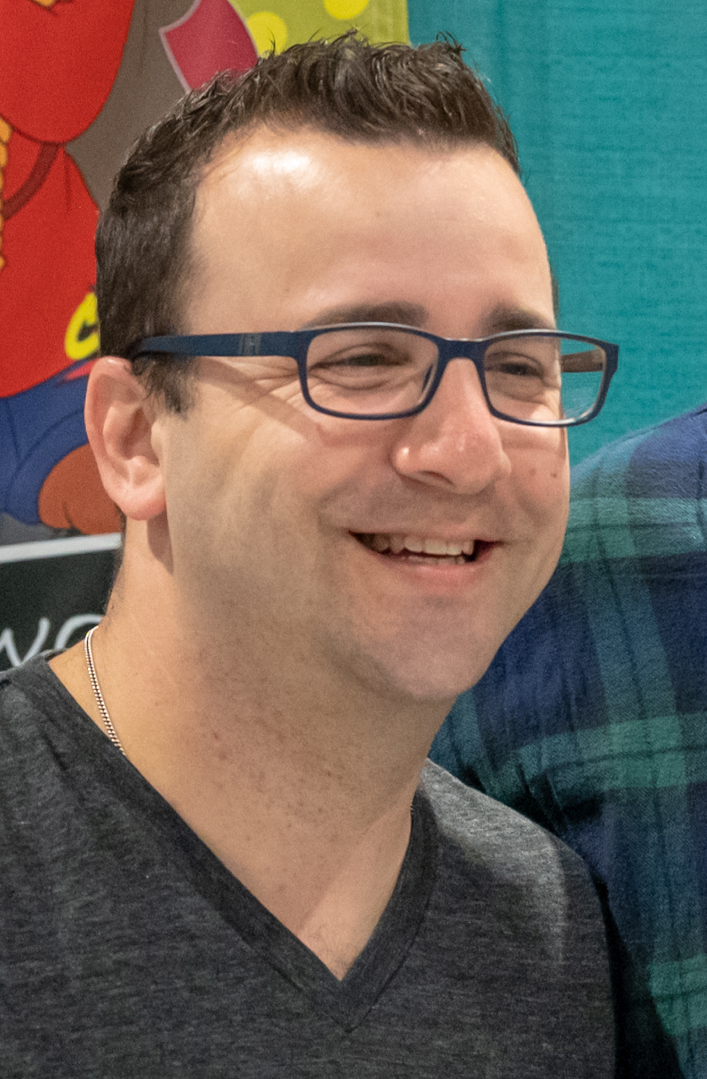
Phillip Glasser

Phillip Glasser (* 4. Oktober 1978 in Tarzana, Los Angeles, Kalifornien) ist ein US-amerikanischer Schauspieler, Synchronsprecher und Produzent.

## Karriere
1986 sprach Glasser im Zeichentrickfilm Feivel, der Mauswanderer die Rolle des Feivel, die er auch in der Fortsetzung Feivel, der Mauswanderer im Wilden Westen sowie in der Zeichentrickserie Feivel der Mauswanderer & seine Freunde übernahm. Auch in anderen Cartoons wie in Tiny Toon Abenteuer ist seine Stimme zu hören.

Als Schauspieler war Glasser in mehreren Serien wie Full House oder Sabrina – Total Verhext! zu sehen. 1998 wirkte er im Star-Trek-Film Star Trek: Der Aufstand mit, seine Szenen wurden allerdings herausgeschnitten.
Glasser ist auch als Produzent tätig, darunter für Filme wie Kicking It Old Skool (2007) und Riddle – Jede Stadt hat ihr tödliches Geheimnis (2013).

## Filmografie (Auswahl)

### Schauspieler
- 1989: Full House (Full House)
- 1990: The Bradys
- 1996: Sabrina – Total Verhext! (Sabrina, the Teenage Witch)
- 1998: Voodoo Dawn
- 2000: Cutaway – Jede Sekunde zählt! (Cutaway)

### Sprechrollen
- 1986: Feivel, der Mauswanderer (An American Tail) als Feivel
- 1991: Tiny Toon Abenteuer (Tiny Toon Adventures) als Pedro
- 1991: Feivel, der Mauswanderer im Wilden Westen (An American Tail: Fievel Goes West) als Feivel
- 1992–1993: Feivel der Mauswanderer & seine Freunde (Fievel’s American Tails) als Feivel
- 1994: Der Zaubertroll (A Troll in Central Park) als Gus
- 1998: Timmy und das Geheimnis von NIMH (The Secret of NIMH 2: Timmy to the Rescue) als Martin

### Produktionen
- 2007: Kicking It Old Skool
- 2011: Mafia War (Mafia)
- 2013: Riddle – Jede Stadt hat ihr tödliches Geheimnis (Riddle)
- 2015: Der Sturm – Life on the Line (Life on the Line)
- 2020: Immer Ärger mit Grandpa (War with Grandpa)

## Auszeichnungen
1988 erhielt Glasser für seine Rolle des Feivel in Feivel, der Mauswanderer den Young Artist Award in der Kategorie Best Animation Voice Over Group. Er wurde zusammen mit Amy Green ausgezeichnet, die in dem Film die Rolle der Tanya sprach.